# ATC-kod B05: Blodsubstitut och infusionsvätskor, m.m.
ATC-kod B05: Blodsubstitut och infusionsvätskor, m.m. är en del av klassificeringssystemet ATC (Anatomical Therapeutic Chemical Classification System) för läkemedel och vissa andra medicinska produkter. ATC utvecklas av WHO och består av alfanumeriska koder indelade i grupper utifrån anatomi, medicinsk funktion och läkemedelstyp på 5 olika kodnivåer. Denna sida utgör innehållet i en specifik grupp på nivå 2.

## B05APlasmaproteineroch andra plasmasubstitut

### B05AABlodsubstitutoch andra plasmasubstitut
B05AA01 Albumin
B05AA02 Övriga plasmaproteiner
B05AA03 Fluorkolväte-blodsubstitut
B05AA05 Dextran
B05AA06 Gelatinpeptid-polymerisat
B05AA07 Hydroxietyl-stärkelse
B05AA08 Hemoglobin crosfumaril
B05AA09 Hemoglobin raffimer

## B05BInfusionsvätskor

### B05BA Lösningar förparenteralnutrition
B05BA01 Aminosyror och aminosyror + elektrolyter
B05BA02 Fettemulsioner
B05BA03 Kolhydrater
B05BA04 Proteinhydrolysatorer
B05BA10 Kolhydrater, kombinationer

### B05BB Lösningar som påverkarelektrolytbalansen
B05BB01 Elektrolyter
B05BB02 Elektrolyter och kolhydrater
B05BB03 Trometamol

### B05BC Lösningar som framkallar osmotiskdiures
B05BC01 Mannitol
B05BC02 Karbamid

## B05C Spolvätskor

### B05CAAntiseptiskamedel
B05CA01 Cetylpyridin
B05CA02 Klorhexidin
B05CA03 Nitrofural
B05CA04 Sulfametizol
B05CA05 Taurolidin
B05CA06 Mandelsyra
B05CA07 Noxytiolin
B05CA08 Etakridinlaktat
B05CA09 Neomycin
B05CA10 Kombinationer

### B05CBSaltlösningar
B05CB01 Natriumklorid
B05CB02 Natriumcitrat
B05CB03 Magnesiumcitrat
B05CB04 Natriumbikarbonat
B05CB10 Kombinationer

### B05CX Andra spolvätskor
B05CX01 Glukos
B05CX02 Sorbitol
B05CX03 Aminoättiksyra (glycin)
B05CX04 Mannitol
B05CX08 Mepakrin
B05CX10 Kombinationspreparat

## B05D Peritonealdialysvätskor

### B05DA Isotona lösningar
Inga undergrupper.

### B05DB Hypertona lösningar
Inga undergrupper.

## B05XInfusionskoncentrat

### B05XAElektrolytlösningarinkl kombinationer
B05XA01 Kaliumklorid
B05XA02 Natriumbikarbonat
B05XA03 Natriumklorid
B05XA04 Ammoniumklorid
B05XA05 Magnesiumsulfat
B05XA06 Kaliumfosfat inklusive kombinationer med övriga kaliumsalter
B05XA07 Kalciumklorid
B05XA08 Natriumacetat
B05XA09 Natriumfosfat
B05XA10 Magnesiumfosfat
B05XA11 Magnesiumklorid
B05XA12 Zinkklorid
B05XA13 Saltsyra
B05XA14 Natriumglycerofosfat
B05XA15 Kaliumlaktat
B05XA16 Kardioplegia-lösningar
B05XA30 Kombinationer av elektrolyter
B05XA31 Elektrolyter i kombination med andra medel

### B05XBAminosyror
B05XB01 Argininhydroklorid
B05XB02 Alanylglutamin
B05XB03 Lysin

### B05XCVitaminer
Inga undergrupper.

### B05XX Övriga infusionskoncentrat
B05XX02 Trometamol

## B05ZHemodialyskoncentrat

### B05ZA Hypertonaelektrolytlösningar
Inga undergrupper.

### B05ZB Hemodialysvätskor ochhemofiltrationsvätskor
Inga undergrupper.

### Engelska
- WHO Collaborating Centre for Drug Statistics Methodology - ATC Index
- WHO Collaborating Centre for Drug Statistics Methodology - ATCvet Index

### Svenska
- SIL online
- FASS.se - ATC
- FASS.se - Veterinär-ATC
- Sök läkemedelsfakta - Läkemedelsverket
- Socialstyrelsen : Klassifikationer
- Nationellt produktregister för läkemedel - NPL